# آرثر جونز (سياسي)
آرثر جونز (بالإنجليزية: Arthur Jones)‏ هو سياسي بريطاني، ولد في 12 يونيو 1892 في ورشستر في المملكة المتحدة، وتوفي في 30 يونيو 1976 في أستراليا. حزبياً، نشط في Queensland Labor Party (1957–1978) ‏. وقد انتخب عضو المجلس التشريعي ولاية كوينزلاند.